# Au-dessus des lois (Buffy)
Pour les articles homonymes, voir Au-dessus des lois.
Au-dessus des lois est le 15e épisode de la saison 3 de la série télévisée Buffy contre les vampires.

## Résumé
Faith essaie de cacher le meurtre du conseiller Alan Finch, mais son corps est vite découvert. Wesley envoie les deux Tueuses enquêter. Buffy et Faith s'introduisent à la mairie. Elles découvrent que les affaires du conseiller ont déjà disparu, mais elles surprennent le Maire en train de discuter avec Mister Trick. Le lendemain, Buffy finit par avouer à Giles que Faith a tué un être humain, mais cette dernière a pris les devants et l'accuse du meurtre. Giles fait semblant de croire Faith, le Scooby-gang se réunit et Alex décide d'aller essayer de raisonner la seconde. Leur tête-à-tête se passe mal et il est secouru par Angel qui empêche Faith de l'étrangler.
Angel tente à son tour de la raisonner, car il est le seul qui puisse parfaitement comprendre ce qu'elle ressent à cause de son passé. Wesley, qui a appris la vérité, a prévenu le Conseil des Observateurs et fait arrêter Faith au même moment, alors qu'Angel semblait parvenir à la ramener à la raison. Néanmoins, la jeune fille s'échappe rapidement. Buffy la retrouve alors qu'elle essaie de quitter Sunnydale par bateau. Leur discussion est interrompue par l'arrivée d'un groupe de vampires mené par Mister Trick. Alors que ce dernier est sur le point de mordre Buffy, il est tué par Faith. Buffy pense alors qu'elle va revenir dans le droit chemin, mais Faith se rend ensuite à la mairie pour offrir ses services au maire.

## Statut particulier de l'épisode
Dans cet épisode, Faith change irrémédiablement de camp en proposant ses services au maire pour remplacer Mister Trick après avoir tué ce dernier. De son côté, le Scooby-gang commence à percevoir que le maire est fortement impliqué dans les évènements qui se trament à Sunnydale.
Noel Murray, du site The A.V. Club, estime que l'épisode est « difficile à juger sur ses propres mérites » car il suit directement le précédent, qui a sa préférence, mais est indispensable car il met en place l'intrigue de fin de saison et comporte « quelques formidables interactions entre les personnages ». Pour la BBC, l'épisode est « alourdi par quelques scènes surchargées en dialogues » et le scénario, qui traite de questions sérieuses, « est parfois terriblement moralisateur » mais l'association entre Faith et le maire est « extrêmement bienvenue ». Mikelangelo Marinaro, du site Critically Touched, lui donne la note de A, évoquant un épisode « vraiment convaincant qui creuse les questions autour de Buffy et Faith de façon beaucoup plus minutieuse et réussie que l'épisode précédent » et qui « réussit à faire significativement avancer l'arc narratif avec une surprenante scène finale ».

## Analyse
Cet épisode, et celui qui le précède car les deux forment un ensemble, a pour thème la responsabilité que confère le fait d'être une tueuse. En tuant un humain, Faith démontre que les pouvoirs de la tueuse, qui doivent être utilisés pour faire le bien, peuvent également corrompre. Dans l'épisode précédent, Buffy est elle aussi séduite par l'idée de ne pas se soumettre aux règles qui s'appliquent au commun des mortels, mais elle réalise dans cet épisode les conséquences qu'une telle attitude peut avoir ainsi que la nécessité de suivre certaines règles.

## Musique
- Kathleen Wilhoite : Wish We Never Met

## Distribution

### Acteurs et actrices crédités au générique
- Sarah Michelle Gellar : Buffy Summers
- Nicholas Brendon : Alexander Harris
- Alyson Hannigan : Willow Rosenberg
- Charisma Carpenter : Cordelia Chase
- David Boreanaz : Angel
- Seth Green : Oz (crédité mais n'apparaît pas)
- Anthony Stewart Head : Rupert Giles

### Acteurs et actrices crédités en début d'épisode
- Kristine Sutherland : Joyce Summers
- Harry Groener : Richard Wilkins
- K. Todd Freeman : Mister Trick
- Jack Plotnick : Allan Finch
- Alexis Denisof : Wesley Wyndam-Pryce
- James G. MacDonald : l'inspecteur Stein
- Eliza Dushku : Faith Lehane